# 巴西對X的封鎖
巴西聯邦最高法院大法官亞歷山大·德莫賴斯正在調查社交媒體X（前稱Twitter）擁有人伊隆·馬斯克，因為一些在法院命令下被停用的X帳戶被重新恢復。據報導指，這些帳戶與2023年巴西國會襲擊事件有關，聯邦最高法院曾下令移除這些極右翼帳戶。調查於2024年4月開始，當時馬斯克曾表示會恢復這些帳戶。
2024年8月17日，X關閉其在巴西的辦公室。8月30日，德莫賴斯下令暫停Twitter的服務，直到該平台遵循法院命令、在巴西指定合法代表並支付罰款為止。該社交平台從翌日開始被巴西封鎖。

## 背景
馬斯克認識到Twitter在不同國家運營時，這些國家對言論自由法律各有差異。2022年4月26日，馬斯克在Twitter上表示：「所謂『言論自由』，我指的是與法律一致的言論。」到了2023年6月，他又提到，「Twitter別無選擇，只能遵從當地政府。如果我們不遵守當地法律，我們就會被關閉。我們所能做的就是儘可能遵守各國法律，但做得更多是不可能的，否則我們會被封鎖，我們的人員將被逮捕。」
在2023年巴西國會襲擊事件前，各類社交媒體平台上散佈著選舉相關的虛假信息，並有人利用社交媒體來策劃襲擊。襲擊事件後，德莫賴斯命令包括Twitter在內的多個社交媒體平台封鎖參與策劃的特定帳戶，並警告如果這些公司不遵守，將面臨罰款。隨著事態發展，德莫賴斯命令封鎖更多的Twitter帳戶。
2023年4月，巴西司法與公共安全部要求Twitter刪除500個煽動校園暴力的帳戶和貼文。該平台直到接到行政命令，並面臨罰款和可能的禁令威脅後，才遵從要求。
2024年4月，美國記者邁克爾·謝倫伯格發表對大法官德莫賴斯的批評，稱之為「巴西Twitter檔案」。謝倫伯格分享前Twitter高層的電子郵件，這些郵件批評巴西司法部門對平台用戶數據的要求，這些要求與該社交網絡的政策相悖。

## 聯邦最高法院的調查
2024年4月6日，X公司表示收到來自德莫賴斯的法院命令，要求封鎖多個帳戶。幾小時後，馬斯克宣稱他將對抗這項裁決，並建議用戶可以使用虛擬私人網絡（VPN）來避開封鎖。對此，德莫賴斯表示將對馬斯克展開調查，美聯社形容這項調查集中於「散播誹謗性假新聞，以及……妨礙、煽動和組織犯罪行為」。
2024年8月17日，面對德莫賴斯威脅要逮捕其法律代表，X公司宣佈關閉其在巴西的辦公室。
8月28日，莫賴斯給X公司24小時的期限，要求其任命新的法律代表，否則將面臨封鎖。期限過後，X公司仍未任命新的代表。
由於馬斯克被指在打擊虛假信息的過程中沒有遵守法律義務，巴西聯邦最高法院隨即暫停該社交平台在國內的運作。隨著馬斯克拒絕封鎖與巴西前總統雅伊爾·博索納羅相關的帳戶，緊張局勢不斷升級。馬斯克則指控德莫賴斯破壞民主。
2024年9月21日，莫賴斯在裁決中表示，X公司仍未完全遵守解除封鎖的要求，並給予其五天時間提交額外文件。

## 封鎖Twitter
2024年8月30日，德莫賴斯下令互聯網服務供應商封鎖對Twitter的訪問，並威脅對那些使用虛擬私人網絡（VPN）繞過禁令的用戶處以每日50000雷亞爾的罰款，同時凍結Starlink在巴西的資金。為了執行對Twitter的禁令，德莫賴斯指示國家電信局（ANATEL）採取行動。該命令將一直有效，直到Twitter平台遵守聯邦最高法院的裁定，支付1830萬雷亞爾的罰款，以及根據巴西法律的要求在巴西指派一位合法代表。同時德莫賴斯又以X平台未缴纳罚款為由下令冻结星链在巴西的银行账户，德莫賴斯表示若X平台继续欠缴罚款，罰款可从星链账户中划扣。德莫賴斯也曾命令蘋果和Google從其應用商店中移除X和VPN應用程式，但同日又撤回這一命令，擔心會引發「無謂」的干擾。
在命令中，莫賴斯將馬斯克描述為「不法之徒」，指責他容許虛假資訊、仇恨言論及攻擊民主法治的內容大量傳播，從而妨礙選民獲得真實且準確的資訊。
Twitter的封鎖約在8月31日凌晨12:10（UTC−03:00）開始實施。Starlink向巴西國家電信局表示，除非其資產被解凍，否則不會遵守封鎖Twitter的命令。9月2日，最高法院的五名法官小組確認這一禁令。
9月13日，莫賴斯宣布解凍Starlink的資金，因為巴西政府已從Twitter和Starlink收取1835萬雷亞爾（約334萬美元）的罰款。不過，當時Twitter仍然處於封鎖狀態。
2024年9月18日，Twitter通過將來自巴西的流量重新路由到Cloudflare，成功繞過封鎖。X表示，這是更換網絡提供商導致的「無意且臨時」結果，並表示此變更是由於巴西的封鎖影響其向整個拉丁美洲提供服務的基礎設施。截至9月19日，據報導指， 
Cloudflare已同意隔離Twitter的流量，讓巴西的網際網路服務提供商可以恢復封鎖。9月23日，Cloudflare執行長馬修·普林斯澄清，Cloudflare並未協助Twitter規避巴西的封鎖，也沒有幫助該國監管機構恢復封鎖。莫賴斯因Twitter違反禁令，對其處以500萬雷亞爾（約91萬美元）的罰款。

### 反應

#### Twitter與伊隆·馬斯克
對於這一決定，馬斯克在他的Twitter帳號上寫道：「言論自由是民主的基礎，而巴西的一位未經選舉的偽法官正在為政治目的破壞它。」
在Twitter被封鎖後不久，該平台創立「@AlexandreFiles」帳戶，據稱是為「揭露德莫賴斯在違反巴西憲法方面的行徑」。該帳戶於8月31日開始發布德莫賴斯未公開的命令，其中他沒有解釋為何下令暫停這些帳戶。這些命令尚未經過編輯，並且洩露包括全名和社會安全號碼在內的私人資訊。
馬斯克也轉發抗議和彈劾德莫賴斯的推文。他也建議美國政府介入，沒收巴西資產並停止對外援助。

#### 巴西政府官員

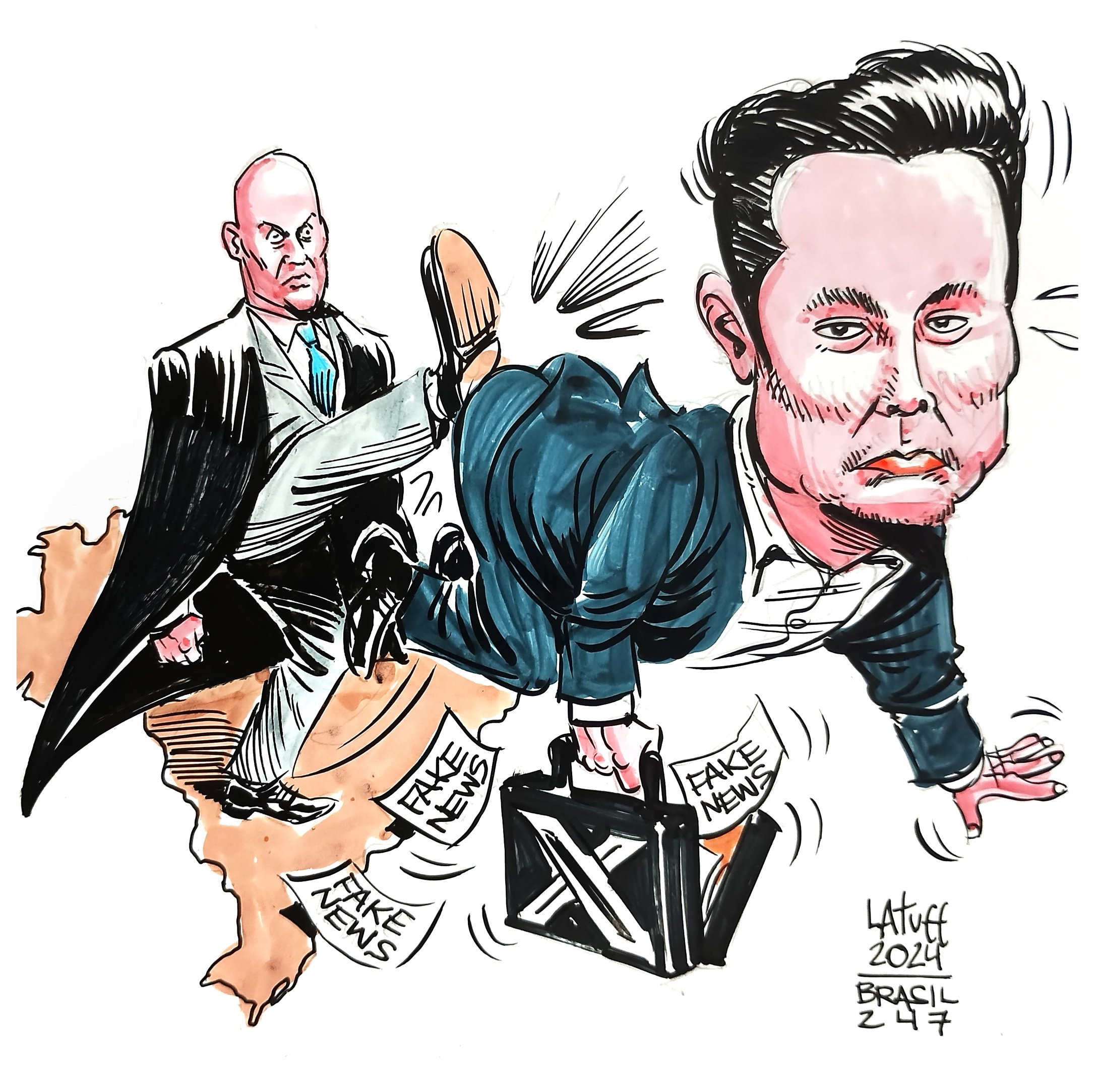
政治漫畫家卡洛斯·拉特福繪製的關於 2024年8月X被巴西封鎖的漫畫

巴西總統路易斯·伊納西奧·盧拉·達席爾瓦在8月30日的一次採訪中強調，馬斯克應該尊重聯邦最高法院的決定，並批評他涉嫌冒犯當地官員。盧拉還表示，巴西社會沒有「自卑情結」。根據記者安德烈亞·薩迪的報導指，聯邦最高法院內部評估認為，這一決定雖然嚴厲但有其必要性，因為他們認為馬斯克故意激化局勢。不過，薩迪還提到，法官們一致認為，儘管如此，德莫賴斯封鎖Starlink資產的做法有些過度，這可能會損害巴西司法的形象。
巴西國會成員對這項決定持不同看法。右翼眾議員尼古拉斯·費雷拉表示：「暴君想把巴西變成另一個共產獨裁國家，但我們不會退縮。我再說一遍：不要投票給那些不尊重言論自由的人。奧威爾的話是對的。」右翼女議員比亞·基西斯則表示「亞歷山大·德莫賴斯對伊隆·馬斯克、Twitter和Starlink的攻擊，將對巴西人產生不良後果。」她還呼籲巴西聯邦參議院議長羅德里戈·帕切科採取行動。國會議員馬塞爾·範·哈特姆在Twitter上發文：「我正在使用VPN發這條推文。」
與此同時，左翼議員埃里卡·希爾頓則表示「如果億萬富翁希望在這裡經營賺取數十億的公司，他們需要學會遵守法律。法治與國家主權萬歲。」她還宣佈自己已轉移到Bluesky，並補充道：「很快再見。」
巴西聯邦眾議院議長阿圖爾·利拉在由XP Inc.主辦的投資者活動中，也對凍結Starlink的財務資產的決定表示批評。

#### 民間
巴西律師協會主席貝托·西蒙內蒂宣佈，該協會將要求最高法院重新審查有關對使用VPN用戶處以罰款的部分決定，稱這侵犯正當法律程序。
在過去三天裡，社交平台Bluesky新增超過一百萬名巴西用戶，並報告稱在8月30日至31日期間，巴西用戶的新增註冊和活動達到前所未有的紀錄。
9月7日，数千名博索納羅的支持者在圣保罗街头抗议该禁令。

#### 媒體
這一決定引起國際廣泛關注。《紐約時報》和美聯社都發佈突發新聞報導。《紐約時報》形容這是對馬斯克將社交網絡轉型為「幾乎無所不能」的平台的最大考驗。美聯社則強調，這項措施加劇馬斯克與德莫賴斯之間關於言論自由、極右翼帳戶和虛假信息的持續衝突。《華盛頓郵報》指出，這一決定是在馬斯克拒絕在巴西任命合法代表之後做出的。同時，《國家報》認為，德莫賴斯的決定是對言論自由界限及打擊虛假信息努力之一次嚴厲公共制裁。
現居巴西的美國記者格倫·格連韋特質疑德莫賴斯採取行動的法律依據，認為這位法官實際上是在沒有巴西國會監督的情況下創造新法律。
美國饒舌歌手卡迪·B也對這一封鎖表達擔憂：「等等，我有很多粉絲頁都是巴西的！！！回來，等等啊！！！」